# Хронологія хмарочосів України
У списку наведені всі хмарочоси України, які мали значення в країні, або місті, як найвищий, або один з найвищих чи найбільш поверхових будинків. Висота враховується від найнижчої точки будівлі до невід'ємної архітектурної найвищої точки (даху, шпилю), антени не враховуються.

## Хронологія
|  | Будівлі, що на час побудови були найвищі на території України. |
|  | Будівлі, що на час побудови були найвищі в певному місті       |
|  | Будівлі, що на час побудови були одними з найвищих у місті     |

| Роки побудови | Висота (м) | Поверхів | Назва                                        | Місто            | Примітки |
| ------------- | ---------- | -------- | -------------------------------------------- | ---------------- | --- |
| 1900—1901     | 46         | 7        | Київський Париж                              | Київ             | Перший будинок на території центральної та східної України, що мав ліфт (окремі львівські будинки мали ліфти й до того). |
| 1908—1909     | 36         | 8        | Будинок на вул. Олеся Гончара, 60            | Київ             | |
| 1910—1912     | 67,5       | 12       | Хмарочос Гінзбурга                           | Київ             | Перший визнаний хмарочос Києва і України. . В рік побудови був найвищим хмарочосом Російської імперії.                   |
| 1912—1921     | 34         | 7        | Будинок Шпрехера                             | Львів            | Перший хмарочос Львова                                                                                                   |
| 1926—1928     | 68         | 13       | Держпром                                     | Харків           | Перший хмарочос Харкова. На момент побудови найвищий будинок в СРСР.                                                     |
| 1927—1929     | 40,2       | 8        | Головпоштамт                                 | Харків           | |
| 1930          | 42         | 6        | Стара будівля Міськвиконкому                 | Харків           | Будівля була пошкоджена в 1941 році, і повністю перебудована в 1947—1954 роках                                           |
| 1930—1932     | 68,5       | 14       | Дім Проектів                                 | Харків           | На момент побудови найвищий будинок в СРСР.                                                                              |
| 1932—1936     | 38         | 8        | Готель «Харків»                              | Харків           | На момент побудови найвищий готель на території України.                                                                 |
| 1936—1937     | 38         | 8        | Будинок КВО                                  | Київ             | Башта будівлі була розібрана через 2 тижні після спорудження.                                                            |
| 1936—1938     | 67         | 10       | Будинок Уряду України                        | Київ             | Став найвищим будинком в Києві після зруйнування Хмарочосу Гінзбурга в 1941 році.                                        |
| 1934—1940     | 41         | 10       | Будинок УВО на Арсенальній площі             | Київ             | Остання висотка збудована на території України до початку війни.                                                         |
| 1950          | 37         | 9        | Будинок на Круглоуніверситетській, 13        | Київ             | Перша висотка збудована після війни.                                                                                     |
| 1950—1951     | 40         | 9        | Будинок на Хрещатику, 13/2                   | Київ             | Перша висотка післявоєнної відбудови Хрещатику.                                                                          |
| 1952—1953     | 35         | 11       | Будинок на Хрещатику, 23                     | Київ             | |
| 1952—1953     | 35         | 11       | Будинок на Хрещатику, 27                     | Київ             | |
| 1953          | 35         | 11       | Будинок на Кловському узвозі, 17             | Київ             | |
| 1929—1954     | 55         | 12       | Дім Кооперації                               | Харків           | Будівництво перервалось через війну.                                                                                     |
| 1947—1954     | 60         | 9        | Будинок Харківської міської ради             | Харків           | |
| 1950—1954     | 65         | 12       | Будинок зі шпилем                            | Харків           | Перша сталінська висотка на території України                                                                            |
| 1953—1954     | 85         | 15       | Будинок на Хрещатику, 25                     | Київ             | |
| 1952—1957     | 35         | 11       | Будинок Київської міської ради               | Київ             | |
| 1954—1961     | 66         | 16       | Готель «Україна»                             | Київ             | На момент побудови найвищий готель на території України.                                                                 |
| 1956—1964     | 53         | 13       | Готель «Дніпро»                              | Київ             | |
| 1968          | 51         | 16       | Будинок на бульварі Олексія Давидова, 1/5    | Київ             | На момент побудови найвищий і найбільш поверховий житловий будинок на території України.                                 |
| 1969          | 62         | 15       | Будинок НДІПІ                                | Донецьк          | |
| 1965—1969     | 48         | 16       | Будинок на Великій Васильківській, 51        | Київ             | |
| 1967—1969     | 54         | 18       | Будинок на бульварі Олексія Давидова, 10     | Київ             | На момент побудови найвищий і найбільш поверховий житловий будинок на території України.                                 |
| 1970          | 62         | 19       | Готель «Либідь»                              | Київ             | |
| 1965—1970     | 54         | 18       | Будинок на Богдана Хмельницького, 39         | Київ             | |
| 1969—1971     | 56         | 17       | Будинок на бульварі Лесі Українки, 36Б       | Київ             | |
| 1971          | 47         | 13       | Будівля заводу Позитрон                      | Івано-Франківськ | |
| 1969—1972     | 52         | 16       | Будинок на Харківському шосе, 2А             | Київ             | |
| 1972          | 57         | 17       | Готель «Славутич»                            | Київ             | |
| 1968—1973     | 80         | 22       | Готель «Київ»                                | Київ             | Перша будівля на території України,що мала понад 20 поверхів. На момент побудови найвищий готель на території України.   |
| 1974          | 60         | 14       | Корпус У-1 ХПІ                               | Харків           | |
| 1975          | 70         | 17       | Будинок ДАТУ                                 | Київ             | |
| 1974—1976     | 62         | 17       | Готель «Ялта-Інтурист»                       | Ялта             | |
| 1976          | 54         | 16       | Новий корпус готелю «Харків»                 | Харків           | |
| 1977          | 58         | 16       | Готель «Маяк»                                | Макіївка         | |
| 1978          | 55         | 15       | Готель «Мир»                                 | Харків           | |
| 1979          | 69,5       | 24       | Будинок на Познанській, 2                    | Харків           | |
| 1975—1979     | 95         | 29       | Будинок на проспекті Героїв, 1               | Дніпропетровськ  | |
| 1976—1979     | 70         | 22       | Готель «Русь»                                | Київ             | |
| 1979          | 50         | 15       | Готель «Закарпаття»                          | Ужгород          | |
| 1979          | 49         | 12       | ТОК «Новий Світ»                             | Новий Світ       | |
| 1980          | 70         | 21       | Готель «Градецький»                          | Чернігів         | |
| 1981          | 70         | 20       | Будинок МПСЦ                                 | Київ             | |
| 1968—1981     | 97,5       | 25       | Будинок Торгівлі                             | Київ             | |
| 1981          | 69         | 18       | Висотка на площі Дружби Народів 2            | Київ             | |
| 1978—1982     | 54         | 16       | Готель «Експрес»                             | Харків           | |
| 1979—1989     | 101        | 31       | Будинок на проспекті Героїв, 1б              | Дніпропетровськ  | |
| 1974—1986     | 120        | 28       | Будинок МІУ                                  | Київ             | |
| 1986          | 81         | 19       | Готель «Луганськ»                            | Луганськ         | |
| 1986          | 80         | 17       | Будинок на Повітрофлотському провулці, 11/15 | Київ             | |
| 1970—1987     | 93         | 27       | Готель «Турист»                              | Київ             | На момент побудови найвищий готель на території України.                                                                 |
| 1988          | 63         | 20       | ТОК «Євпаторія»                              | Євпаторія        | |
| 1989          | 95         | 23       | Готель «Спорт»                               | Київ             | Враховуючи шпиль, на момент побудови найвищий готель на території України.                                               |
| 1989          | 70         | 14       | Будівля КБ «Мусон»                           | Севастополь      | |
| 1976—1989     | 78,6       | 27       | Будівля Бібліотеки імені Вернадського        | Київ             | Найвища бібліотека України.                                                                                              |
| 1990          | 92         | 23       | Висотка на площі Дружби Народів 2-а          | Київ             | На момент побудови найвищий житловий будинок Києва. Остання висотка збудована за часів УРСР.                             |
| 1983—1992     | 97         | 24       | Київський телецентр                          | Київ             | Перший хмарочос збудований за незалежної України.                                                                        |
| 2001          | 82         | 19       | Готель «Одеса»                               | Одеса            | |
| 1999—2003     | 123        | 30       | ЖК «Башти»                                   | Дніпропетровськ  | |
| 2001—2004     | 105        | 27       | Будинок на проспекті Героїв Сталінграда 12-Ж | Київ             | |
| 2001—2004     | 105        | 27       | Будинок на проспекті Героїв Сталінграда 12-Е | Київ             | |
| 2003—2005     | 80         | 26       | ЖК «Олімп»                                   | Харків           | |
| 2003—2005     | 105        | 32       | БФК «Олімпійський»                           | Київ             | |
| 2004—2005     | 101        | 25       | ЖК «Кукурудза»                               | Одеса            | |
| 1978—2006     | 127        | 29       | Будинок АСМК                                 | Київ             | |
| 2004—2006     | 106        | 30       | ЖК на Михайла Гришка, 9                      | Київ             | |
| 2004—2007     | 133,1      | 33       | БЦ «Парус»                                   | Київ             | |
| 2005—2007     | 97,5       | 25       | Міст-Сіті Центр                              | Дніпропетровськ  | |
| 2004—2007     | 128        | 38       | ЖК «Корона»                                  | Київ             | На момент побудови будинок з найбільшою кількістю поверхів в Україні.                                                    |
| 2004—2007     | 128        | 38       | ЖК «Корона № 2»                              | Київ             | |
| 2006—2007     | 93         | 25       | ЖК «Піонер»                                  | Харків           | |
| 2004—2008     | 106        | 25       | ЖК «Арк Палас № 1»                           | Одеса            | |
| 2005—2008     | 112        | 29       | ЖК «Королівська вежа»                        | Донецьк          | |
| 2005—2008     | 97         | 28       | ЖК «Світлий дім»                             | Харків           | |
| 2007—2008     | 103,4      | 25       | Будинок на Ілліча, 19-З                      | Донецьк          | |
| 2007—2009     | 79,6       | 21       | ЖК «Купава»                                  | Бровари          | Найвищий будинок збудований не в обласному центрі України.                                                               |
| 2007—2010     | 111,1      | 32       | ЖК «Срібний Бриз» №1                         | Київ             | |
| 2007—2010     | 111,1      | 32       | ЖК «Срібний Бриз» №2                         | Київ             | |
| 2007—2010     | 80         | 25       | ЖК на Карла Маркса, 4                        | Чорноморськ      | |
| 2007—2010     | 83         | 25       | ЖК «Ольжин Град»                             | Вишгород         | Найвищий будинок збудований не в обласному центрі України.                                                               |
| 2008—2010     | 104        | 25       | ЖК «Панорамний» №1                           | Донецьк          | |
| 2008—2011     | 108        | 26       | ЖК «Панорамний» №2                           | Донецьк          | |
| 2009—2012     | 110        | 25       | БЦ «Північний»                               | Донецьк          | |
| 2009—2012     | 116,1      | 27       | БЦ «101 Tower»                               | Київ             | |
| 2003—2012     | 141,2      | 35       | БФК «Gulliver»                               | Київ             | |
| 2008—2012     | 168        | 48       | ЖК на Кловському узвозі, 7                   | Київ             | |